# Perryville (Kentucky)
Pour les articles homonymes, voir Perryville.
Perryville est une ville américaine située dans le comté de Boyle, dans le Kentucky. Selon le recensement de 2020, sa population est de 782 habitants.
La bataille de Perryville s'y déroule lors de la guerre de Sécession le 8 octobre 1862.